# Durchbruchstal der Wolfegger Ach
Das Durchbruchstal der Wolfegger Ach ist ein vom Landratsamt Ravensburg am 8. April 2015 durch Verordnung ausgewiesenes Landschaftsschutzgebiet auf dem Gebiet der Stadt Wolfegg und der Gemeinde Bergatreute im Landkreis Ravensburg. 

## Lage
Das Landschaftsschutzgebiet Durchbruchstal der Wolfegger Ach umfasst das Tal der Wolfegger Ach mit einigen Seitentälern vom Wolfegger Stadtrand bis zum Bergatreuter Ortsteil Bolanden. Das Gebiet gehört größtenteils zum Naturraum Oberschwäbisches Hügelland.

## Schutzzweck
Der wesentliche Schutzzweck ist laut Schutzgebietsverordnung „die Vielfalt, Eigenart und Schönheit der Natur und Landschaft sowie die Regenerationsfähigkeit und nachhaltige Nutzungsfähigkeit der Naturgüter zu erhalten und wieder herzustellen.“

## Landschaftscharakter
Die Wolfegger Ach ist in diesem Abschnitt tief in die anstehenden Molasse-Formationen eingegraben und hat dabei ein Durchbruchtal durch die in Nord-Süd-Richtung verlaufenden Jungmoränenbögen geschaffen. Der Talrand wird durch einige Tobel zergliedert. Zwischen Alttann und Witschwende befindet sich ein ausladender Mäanderbogen, der im Laufe der Eintiefung des Flusses abgeschnitten wurde. Das Umlauftal wird heute vom Girasbach entwässert. Ein weiterer Umlaufberg befindet sich etwas weiter flussaufwärts am Stadtrand von Wolfegg bei Wassers. Das Gebiet ist überwiegend bewaldet. Einige Verebnungen werden als Grünland genutzt. Im Girasbachtal liegen einige Weiher und Fischteiche.

## Geschichte
Einige Teilflächen standen bereits seit 1937 bzw. 1938 als Talabschnitt der Wolfegger Ach südlich von Bergatreute, Ehemalige Talschlinge der Wolfegger Ach zwischen Höll und Witschwende und Durchbruchstal der Wolfegger Ach zwischen Wassers und Alttann unter Landschaftsschutz. Durch die Neuverordnung im Jahr 2015 wurden die bisherigen Verordnungen aufgehoben und die Gebiete dem neuen, größeren Landschaftsschutzgebiet zugeschlagen.

## Zusammenhängende Schutzgebiete
In das Landschaftsschutzgebiet sind die Naturschutzgebiete Girasmoos und Tuffsteinbruch Weissenbronnen eingebettet. Das Gebiet überschneidet sich in Teilbereichen mit dem FFH-Gebiet Altdorfer Wald. Einige Teilbereiche des Landschaftsschutzgebietes gehören zum Vogelschutzgebiet Südwestalb und Oberes Donautal. Im Norden liegt jenseits der Kreisstraße 7937 das Landschaftsschutzgebiet Gaishauser Ried.